# Eleccions a les Corts Valencianes de 1987
Les eleccions a les Corts Valencianes de 1987 se celebraren el 10 de juny. En un cens de 2.727.703 votants, els votants foren 2.030.881 (74,5%) i 696.822 abstencions (25,5%). El PSPV-PSOE va vèncer per majoria relativa i el socialista Joan Lerma tornà a ser investit president de la Generalitat Valenciana amb suport d'EUPV-UPV.
Els candidats a president de la Generalitat Valenciana varen ser:
- pel Partit Socialista del País Valencià-PSOE, Joan Lerma.
- per l'Aliança Popular del Regne de València,[1][2][3][4][5] Rita Barberà.
- pel Centre Democràtic i Social, José Luis Boado Martínez.
- per Unió Valenciana, Filiberto Crespo.
- per Esquerra Unida - Unitat del Poble Valencià, Albert Taberner.

## Resultats
| Total País Valencià |                                                                        |                                                                        |                                                                        |                                                                        |               |              |            |           |             |
| Cens                | Cens                                                                   | Cens                                                                   | Cens                                                                   | Participació                                                           | Participació  | Participació | Abstenció  | Abstenció | Abstenció   |
| Cens                | Cens                                                                   | Cens                                                                   | Cens                                                                   | Vots                                                                   | Vots          | Percentatge  | Vots       | Vots      | Percentatge |
| 2.727.703           | 2.727.703                                                              | 2.727.703                                                              | 2.727.703                                                              | 2.030.881                                                              | 2.030.881     | 74,45%       | 696.822    | 696.822   | 25,55%      |
| Vots totals         |                                                                        |                                                                        |                                                                        |                                                                        |               |              |            |           |             |
| Vàlids              | Vàlids                                                                 | Vàlids                                                                 | Vàlids                                                                 | Vàlids                                                                 | Vàlids        | Vàlids       | Nuls       | Nuls      | Nuls        |
| 2.008.229           | 2.008.229                                                              | 2.008.229                                                              | 2.008.229                                                              | 98,89%                                                                 | 98,89%        | 98,89%       | Nuls       | Nuls      | Nuls        |
|                     | Vots a candidatures                                                    | Vots a candidatures                                                    | Percentatge                                                            | Vots en blanc                                                          | Vots en blanc | Percentatge  | Nuls       | Nuls      | Nuls        |
|                     | 1.986.732                                                              | 1.986.732                                                              | 98,93%                                                                 | 21.497                                                                 | 21.497        | 1,07%        | 22.652     | 22.652    | 1,12%       |
| Candidatures        |                                                                        |                                                                        |                                                                        |                                                                        |               |              |            |           |             |
| Candidatura         | Candidatura                                                            | Candidatura                                                            | Candidatura                                                            | Candidatura                                                            | Vots          | %            | Diferència | Diputats  | Diferència  |
|                     | Partido Socialista Obrero Español (PSOE)                               | Partido Socialista Obrero Español (PSOE)                               | Partido Socialista Obrero Español (PSOE)                               | Partido Socialista Obrero Español (PSOE)                               | 828.961       | 41,72%       | -10,05%    | 42        | -9          |
|                     | Federación de Partidos de Alianza Popular (FAP)                        | Federación de Partidos de Alianza Popular (FAP)                        | Federación de Partidos de Alianza Popular (FAP)                        | Federación de Partidos de Alianza Popular (FAP)                        | 476.099       | 23,96%       | -8,15%     | 25        | -2          |
|                     | Centro Democrático y Social (CDS)                                      | Centro Democrático y Social (CDS)                                      | Centro Democrático y Social (CDS)                                      | Centro Democrático y Social (CDS)                                      | 225.663       | 11,36%       | +9,46%     | 10        | +10         |
|                     | Unión Valenciana (UV)                                                  | Unión Valenciana (UV)                                                  | Unión Valenciana (UV)                                                  | Unión Valenciana (UV)                                                  | 183.541       | 9,24%        | +9,24%     | 6         | +1          |
|                     | Coalició Izquierda Unida-Unitat del Poble Valencià (IU-UPV)            | Coalició Izquierda Unida-Unitat del Poble Valencià (IU-UPV)            | Coalició Izquierda Unida-Unitat del Poble Valencià (IU-UPV)            | Coalició Izquierda Unida-Unitat del Poble Valencià (IU-UPV)            | 159.579       | 8,03%        | -2,57%     | 6         | =           |
|                     | Partido de los Trabajadores de España-Unión Comunista (PTE-UC)         | Partido de los Trabajadores de España-Unión Comunista (PTE-UC)         | Partido de los Trabajadores de España-Unión Comunista (PTE-UC)         | Partido de los Trabajadores de España-Unión Comunista (PTE-UC)         | 33.770        | 1,7%         | +1,7%      | 0         | =           |
|                     | Los Verdes (LV)                                                        | Los Verdes (LV)                                                        | Los Verdes (LV)                                                        | Los Verdes (LV)                                                        | 22.262        | 1,12%        | +1,12%     | 0         | =           |
|                     | Partido Demócrata Popular-Centristas Valencianos (PDP-CV)              | Partido Demócrata Popular-Centristas Valencianos (PDP-CV)              | Partido Demócrata Popular-Centristas Valencianos (PDP-CV)              | Partido Demócrata Popular-Centristas Valencianos (PDP-CV)              | 20.171        | 1,02%        | +1,02%     | 0         | =           |
|                     | Coalición Electoral Valenciana (CEV)                                   | Coalición Electoral Valenciana (CEV)                                   | Coalición Electoral Valenciana (CEV)                                   | Coalición Electoral Valenciana (CEV)                                   | 11.984        | 0,6%         | +0,6%      | 0         | =           |
|                     | Vértice Español de Reivindicación del Desarollo Ecológico (VERDE)      | Vértice Español de Reivindicación del Desarollo Ecológico (VERDE)      | Vértice Español de Reivindicación del Desarollo Ecológico (VERDE)      | Vértice Español de Reivindicación del Desarollo Ecológico (VERDE)      | 5.056         | 0,25%        | +0,25%     | 0         | =           |
|                     | Unificación Comunista de España (UCE)                                  | Unificación Comunista de España (UCE)                                  | Unificación Comunista de España (UCE)                                  | Unificación Comunista de España (UCE)                                  | 4.325         | 0,22%        | +0,22%     | 0         | =           |
|                     | Esquerra Nacionalista Valenciana-Unió Regional Valencianista (ENV-URV) | Esquerra Nacionalista Valenciana-Unió Regional Valencianista (ENV-URV) | Esquerra Nacionalista Valenciana-Unió Regional Valencianista (ENV-URV) | Esquerra Nacionalista Valenciana-Unió Regional Valencianista (ENV-URV) | 4.175         | 0,21%        | -0,19%     | 0         | =           |
|                     | Partido Humanista (PH)                                                 | Partido Humanista (PH)                                                 | Partido Humanista (PH)                                                 | Partido Humanista (PH)                                                 | 3.658         | 0,18%        | +0,18%     | 0         | =           |
|                     | Coalició Unitat Popular Republicana (UPR)                              | Coalició Unitat Popular Republicana (UPR)                              | Coalició Unitat Popular Republicana (UPR)                              | Coalició Unitat Popular Republicana (UPR)                              | 3.309         | 0,17%        | +0,17%     | 0         | =           |
|                     | Frente de Izquierdas (FI)                                              | Frente de Izquierdas (FI)                                              | Frente de Izquierdas (FI)                                              | Frente de Izquierdas (FI)                                              | 2.295         | 0,12%        | +0,12%     | 0         | =           |
|                     | Partido Obrero Socialista Internacionalista (POSI)                     | Partido Obrero Socialista Internacionalista (POSI)                     | Partido Obrero Socialista Internacionalista (POSI)                     | Partido Obrero Socialista Internacionalista (POSI)                     | 1.884         | 0,09%        | +0,09%     | 0         | =           |

## Diputats electes
| PSPV-PSOE | Alianza Popular | CDS | Unió Valenciana | EUPV-UPV |
| Alacant 1. José Asensi Sabater 2. Alejandro Bas Carratalá 3. Ramón Berenguer Prieto 4. Joaquín Fuster Pérez 5. Antoni Garcia Miralles 6. José Luis Gomis Gavilán 7. Enrique Louis Rampa 8. Dolores Marcos González 9. Miguel Antonio Millana Sansaturio 10. Joan Baptista Pastor Marco 11. Alberto Pérez Ferré 12. Antonio Pérez Olcina 13. Hermenegildo Rodríguez Pérez 14. Martín Sevilla Jiménez 15. Emilio Soler Pascual 16. Luis Torregrosa Mira Castelló 1. León Bravo Escoi 2. Joan Callao Capdevila 3. Ernest Fenollosa Ten 4. Felip Guardiola i Sellés 5. Rosa María Morte Julián 6. Ernest Nabàs Orenga 7. Joaquín Nebot Monzonís 8. Artemi Rallo Lombarte 9. Avel·lí Roca Albert 10. Félix Rodríguez Velasco 11. Alfredo Roe Justiniano València 1. María Antonia de Armengol Criado 2. Antonio Birlanga Casanova 3. Rafael Blasco Castany 4. Segundo Bru Parra 5. Joan Calabuig Rull 6. Antonio Castro Leache 7. Antonio Cebrián Ferrer 8. Ciprià Ciscar i Casaban 9. Lluís Font de Mora Montesinos 10. Víctor Fuentes Prósper 11. Vicent M. Garcés Ramón 12. José Garés Crespo 13. José León Bonacho 14. Joan Lerma i Blasco 15. Juli Millet España 16. Andrés Perelló Rodríguez 17. Leandre Picher Buenaventura 18. Rafael Recuenco Montero 19. Vicente Sánchez Iranzo 20. Vicent Soler i Marco 21. Fernando Vidal Gil | Alacant 1. Carlos Rafael Alcalde Agesta 2. Jaume Botella Mayor 3. Enrique Ferré Sempere 4. Juan Salvador Gayá Sastre 5. Manuel Lorente Belmonte 6. Francisco Magro Espí 7. Rafael Maluenda Verdú 8. Joaquín Santo Matas 9. Guillermo Sirvent Sirvent Castelló 1. Daniel Ansuátegui Ramo 2. José Antonio Boix González 3. Joaquín Farnós Gauchía 4. Enrique Gómez Guarner 5. Vicente Marco Moreno 6. Francisco Martínez Clausich 7. Francisco Javier Perelló Oliver 8. José Vives Borrás València 1. Carlos Albelda Climent 2. Rita Barberá Nolla 3. José Rafael García-Fuster González-Alegre 4. Manuel Giner Miralles 5. Jorge Lamparero Lázaro 6. Enrique López Salva 7. Fernando José Martínez Roda 8. Salvador Sanchis Perales | Alacant 1. Manuel Benavent Fuentes 2. Gerardo Muñoz Lorente 3. José Ramón Navarro Nicolau 4. Salvador Ruso Pacheco 5. Joaquín Santo Matas Castelló 1. Vicente Bueso Aragonés 2. Pedro E. Gozalbo Herrero 3. Carlos Laguna Asensi València 1. Ricardo Baquero Valdelomar 2. José Luis Boado Martínez 3. Luis Gil-Orozco Roda | Alacant Castelló 1. Joaquín Farnós Gauchía València 1. Vicente Blasco-Ibáñez Tortosa 2. Manuel Campillos Martínez 3. Filiberto Crespo Samper 4. Manuel Giner Miralles 5. Miquel Ramon i Quiles 6. Maria Àngels Ramón-Llin i Martínez 7. Héctor Villalba Chirivella | Alacant 1. Alfred Botella i Vicent 2. Pasqual Mollà i Martínez Castelló 1. Aureli Ferrando Muria València 1. Pere Mayor i Penadés 2. Albert Taberner Ferrer 3. Juan Pedro Zamora Suárez |